# 신양교 (영덕군)
신양교(新陽橋)는 대한민국의 경상북도 영덕군 지품면 신양리를 연결하는 오십천의 다리이다. 국가지원지방도 제69호선(팔각산로)의 일부 구간이기도 하다.